# Andira

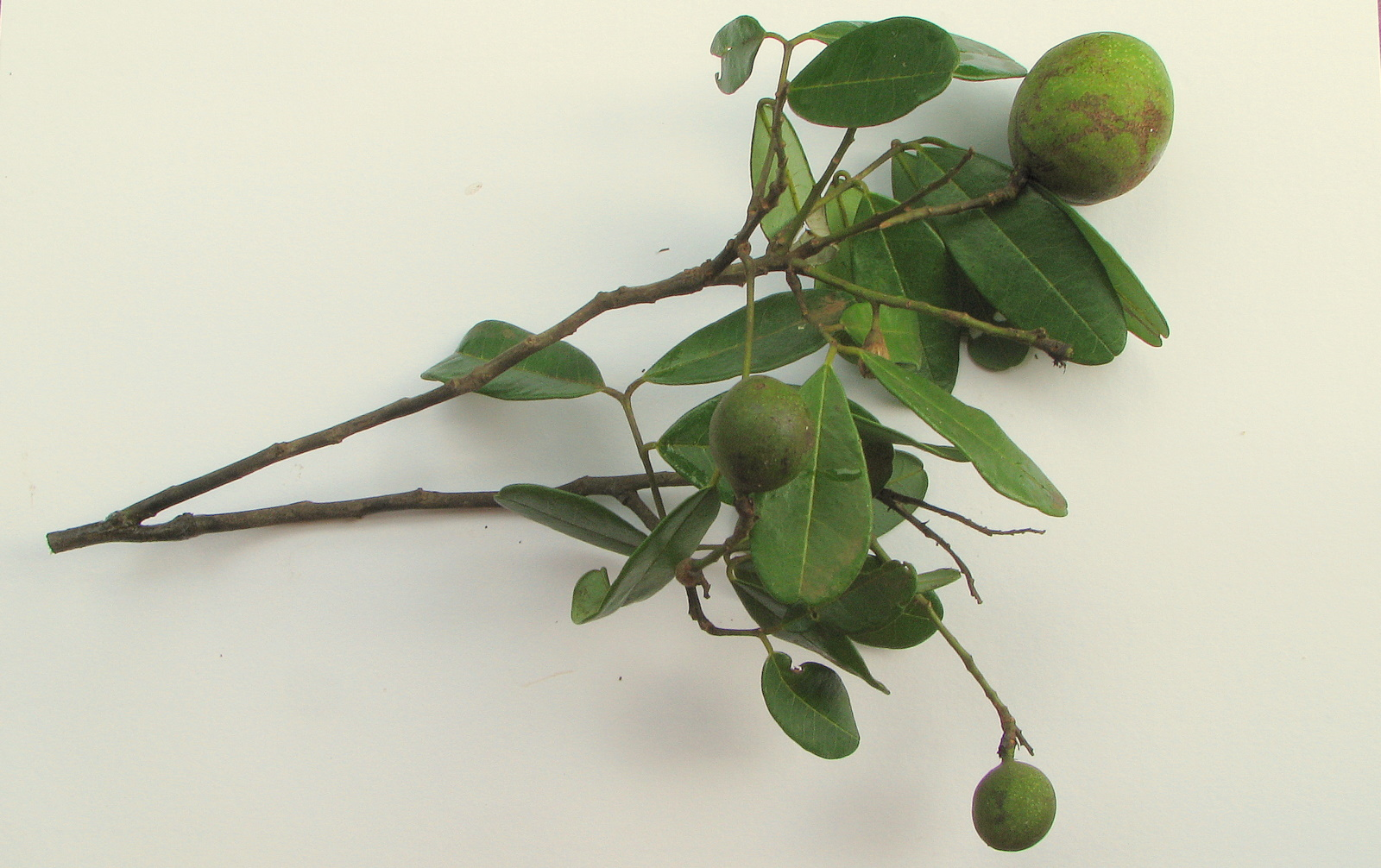
Větévka Andira marauensis s plody

Andira (Andira) je rod rostlin z čeledi bobovité. Jsou to stromy nebo keře se zpeřenými listy a s plody připomínajícími peckovici, pro bobovité zcela netypickými. Vyskytují se v počtu asi 30 druhů v tropické Americe, jeden druh je rozšířen i v tropické Africe. Mají význam v medicíně, jako zdroj kvalitního dřeva i jako tropické parkové dřeviny. Druh Andira laurifolia je zajímavý podzemním kmenem a větvemi.

## Popis
Andiry jsou beztrnné keře a stromy, dosahující výšky až přes 35 metrů. Listy jsou lichozpeřené (řidčeji trojčetné), složené nejčastěji ze 3 až 7 párů většinou vstřícných, podlouhlých lístků. Vrcholový lístek bývá vejčitý, dlouze řapíčkatý. Palisty jsou štětinovité a vytrvalé nebo chybějí. Květy jsou drobné, pohledné, růžové, fialové nebo řidčeji bílé, téměř přisedlé, vonné, většinou nahloučené v hustých vrcholových nebo úžlabních latách. Kalich je miskovitý, zakončený drobnými zuby nebo uťatý. Korunní lístky jsou dlouze nehetnaté. Pavéza je okrouhlá, křídla podlouhlá a téměř přímá, člunek je tvořen 2 nesrostlými korunními lístky podobnými křídlům. Tyčinek je 10 a jsou dvoubratré, s horní tyčinkou volnou a zbývajícími 9 srostlými. Semeník je dlouze stopkatý, se 2 až 8 vajíčky (výjimečně jen s jediným vajíčkem) a s krátkou čnělkou. Plody připomínají peckovici, jsou dlouze stopkaté, kulovité, oválné až obvejčité, nepukavé, s vnější vrstvou (mezokarpem) dužnatou a vnitřní (endokarpem) tvrdou až dřevnatou. Plody většinou obsahují jediné semeno.

## Rozšíření
Rod andira zahrnuje asi 30 druhů. Je rozšířen v tropické Americe od Mexika a Floridy přes Karibské ostrovy a Střední Ameriku až po Argentinu a Paraguay. Pouze druh Andira inermis se vyskytuje i v tropické západní Africe. Stromy jsou běžné ve vlhkých pobřežních lesích, nejčastěji rostou podél vodních toků, na bažinatých místech a na savanách.

## Obsahové látky
Druh Andira inermis obsahuje berberin, biochanin-A, genistein, kalykosin aj.

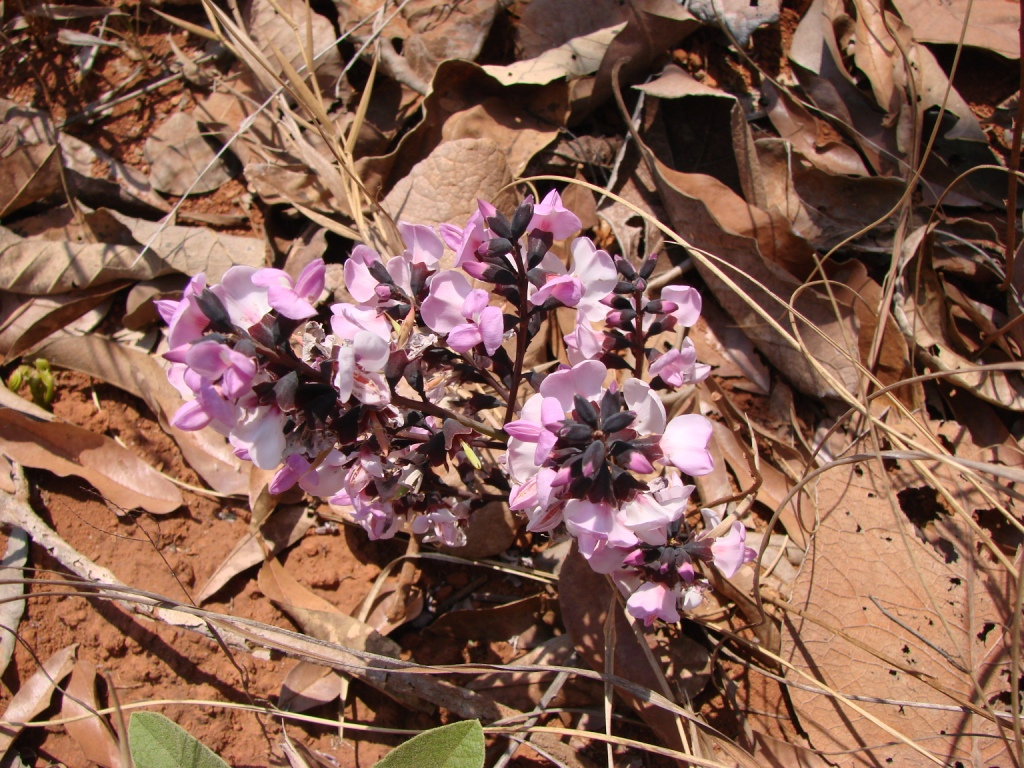
Kvetoucí výhon Andira laurifolia

## Zajímavosti
Z jihoamerických savan je znám druh Andira laurifolia (syn. A. humilis) jako tzv. podzemní strom. Z kmene vyrůstají podzemní větve až do šíře 5 metrů a z nich vyrůstají olistěné větévky, které se teprve objevují nad úrovní terénu.

## Význam
Různé druhy Andira jsou poměrně atraktivní stromy a jsou dosti často vysazovány v tropických zahradách a parcích. Některé druhy jsou také pěstovány jako stínící dřeviny na plantážích kávovníku.
Dřevo nejrozšířenějšího druhu, Andira inermis, má červenohnědou až černou barvu, je tvrdé, pevné a velmi odolné vůči houbám i hmyzu. Je používáno na stavbu lodí, mostů a povozů, na výrobu nábytku i drobnějších předmětů. Na světových trzích se neobjevuje, neboť není dostupné ve větším množství.
Plody Andira surinamensis používají jihoameričtí indiáni kmene Warao při ošetřování kožních nemocí. Kůra A. galeottiana a A. vermifuga je používána domorodci jako narkotikum a emetikum, proti střevním parazitům a jako jed k tradičnímu lovu ryb. Také kůra či semena Andira inermis jsou domorodci používány zejména proti střevním parazitům, při léčbě malárie a na ekzémy.